# Amateuroberliga Niedersachsen 1957/58
Die Saison 1957/58 der Amateuroberliga Niedersachsen war die neunte Saison der höchsten niedersächsischen Amateurliga im Fußball. Sie nahm damals die zweithöchste Ebene im deutschen Ligensystem ein. Meister wurde der VfV Hildesheim. Neben Hildesheim qualifizierten sich der SV Arminia Hannover und der VfB Oldenburg für die Aufstiegsrunde zur Oberliga Nord teil, wo sich Hildesheim durchsetzen konnten. Aus der Oberliga Nord stieg der 1. SC Göttingen 05 in die Amateuroberliga Niedersachsen ab.
Die Abstiegsplätze nahmen im Westen Sparta Nordhorn und die Sportfreunde Oesede sowie der SV Alfeld und der FC Grone ein. Dafür stiegen aus der Amateurliga Niedersachsen der SSV Delmenhorst, TuRa Grönenberg Melle und die Sportfreunde Ricklingen in die Gruppe West sowie die Sportfreunde Lebenstedt in die Gruppe Ost auf. Zur Saison 1958/59 wechselte der SV Arminia Hannover in die Ostgruppe.

## Tabellen

### West
| Pl.               | Verein                     | Sp. | S  | U  | N  | Tore    | Quote | Punkte |
| ----------------- | -------------------------- | --- | -- | -- | -- | ------- | ----- | ------ |
| 1.                | SV Arminia Hannover (A)    | 30  | 23 | 5  | 2  | 085:230 | 3,70  | 51:90  |
| 2.                | VfB Oldenburg              | 30  | 22 | 4  | 4  | 096:380 | 2,53  | 48:12  |
| 3.                | Eintracht Osnabrück        | 30  | 22 | 4  | 4  | 072:270 | 2,67  | 48:12  |
| 4.                | TSR Olympia Wilhelmshaven  | 30  | 15 | 7  | 8  | 053:350 | 1,51  | 37:23  |
| 5.                | VfL Germania Leer          | 30  | 14 | 4  | 12 | 060:650 | 0,92  | 32:28  |
| 6.                | SpVgg Preußen Hameln       | 30  | 13 | 5  | 12 | 060:490 | 1,22  | 31:29  |
| 7.                | Cuxhavener SV              | 30  | 10 | 10 | 10 | 054:530 | 1,02  | 30:30  |
| 8.                | VfL Osnabrück Am. (N)      | 30  | 11 | 6  | 13 | 064:670 | 0,96  | 28:32  |
| 9.                | Victoria Oldenburg         | 30  | 10 | 6  | 14 | 050:520 | 0,96  | 26:34  |
| 10.               | BV Cloppenburg             | 30  | 11 | 3  | 16 | 037:640 | 0,58  | 25:35  |
| 11.               | SC Nordenham               | 30  | 9  | 6  | 15 | 052:610 | 0,85  | 24:36  |
| 12.               | Germania Wilhelmshaven (N) | 30  | 9  | 6  | 15 | 045:650 | 0,69  | 24:36  |
| 13.               | Falke Steinfeld            | 30  | 10 | 4  | 16 | 053:880 | 0,60  | 24:36  |
| 14.               | Kickers Emden              | 30  | 10 | 3  | 17 | 042:610 | 0,69  | 23:37  |
| 15.               | Sparta Nordhorn            | 30  | 8  | 3  | 19 | 050:800 | 0,63  | 19:41  |
| 16.               | Sportfreunde Oesede        | 30  | 4  | 2  | 24 | 037:820 | 0,45  | 10:50  |
| Stand: Saisonende |                            |     |    |    |    |         |       |        |

#### Entscheidungsspiele um Platz zwei
Die punktgleichen Mannschaften des VfB Oldenburg und Eintracht Osnabrück ermittelten in einem Spiel auf neutralem Platz den zweiten der Gruppe A. Das Spiel fand am 20. April 1958 in Meppen statt. Das Spiel endete nach Verlängerung unentschieden, so dass drei Tage später ein Wiederholungsspiel an gleicher Stelle angesetzt wurde. Hier setzte sich Oldenburg durch.
|               | Ergebnis  |                     |
| ------------- | --------- | ------------------- |
| VfB Oldenburg | 0:0 n. V. | Eintracht Osnabrück |
| VfB Oldenburg | 2:1       | Eintracht Osnabrück |

### Ost
| Pl.               | Verein                     | Sp. | S  | U | N  | Tore    | Quote | Punkte |
| ----------------- | -------------------------- | --- | -- | - | -- | ------- | ----- | ------ |
| 1.                | VfV Hildesheim             | 30  | 22 | 5 | 3  | 089:260 | 3,42  | 49:11  |
| 2.                | VfB Peine                  | 30  | 17 | 9 | 4  | 075:350 | 2,14  | 43:17  |
| 3.                | SV Union Salzgitter        | 30  | 18 | 7 | 5  | 092:400 | 2,30  | 43:17  |
| 4.                | Wolfenbütteler SV          | 30  | 17 | 4 | 9  | 082:500 | 1,64  | 38:22  |
| 5.                | Teutonia Uelzen            | 30  | 15 | 7 | 8  | 067:470 | 1,43  | 37:23  |
| 6.                | SVG Göttingen 07 (N)       | 30  | 14 | 4 | 12 | 072:780 | 0,92  | 32:28  |
| 7.                | Eintracht Braunschweig Am. | 30  | 11 | 9 | 10 | 068:520 | 1,31  | 31:29  |
| 8.                | TuS Celle                  | 30  | 11 | 8 | 11 | 059:610 | 0,97  | 30:30  |
| 9.                | Hannoverscher SC           | 30  | 10 | 7 | 13 | 063:650 | 0,97  | 27:33  |
| 10.               | VfB Fallersleben           | 30  | 10 | 7 | 13 | 054:590 | 0,92  | 27:33  |
| 11.               | Leu Braunschweig           | 30  | 12 | 2 | 16 | 073:800 | 0,91  | 26:34  |
| 12.               | Rot-Weiß Steterburg (N)    | 30  | 9  | 8 | 13 | 055:810 | 0,68  | 26:34  |
| 13.               | Borussia Hildesheim        | 30  | 10 | 5 | 15 | 046:540 | 0,85  | 25:35  |
| 14.               | Goslarer SC 08             | 30  | 10 | 3 | 17 | 063:920 | 0,68  | 23:37  |
| 15.               | FC Grone                   | 30  | 9  | 2 | 19 | 043:860 | 0,50  | 20:40  |
| 16.               | SV Alfeld                  | 30  | 1  | 1 | 28 | 029:124 | 0,23  | 03:57  |
| Stand: Saisonende |                            |     |    |   |    |         |       |        |

| (A) | Absteiger aus der Oberliga Nord 1956/57              |
| (N) | Aufsteiger aus der Amateurliga Niedersachsen 1956/57 |

#### Entscheidungsspiele um Platz zwei
Die punktgleichen Mannschaften daus Peine und Salzgitter ermittelten in einem Spiel auf neutralem Platz den zweiten der Gruppe B. Das Spiel fand am 16. April 1958 in Hildesheim statt. Das Spiel endete nach Verlängerung unentschieden, so dass drei Tage später ein Wiederholungsspiel an gleicher Stelle angesetzt wurde. Hier setzte sich Peine durch.
|           | Ergebnis  |                     |
| --------- | --------- | ------------------- |
| VfB Peine | 1:1 n. V. | SV Union Salzgitter |
| VfB Peine | 3:1       | SV Union Salzgitter |

## Niedersachsenmeisterschaft
Die beiden Staffelsieger ermittelten in einem Spiel den Niedersachsenmeister. Gespielt wurde am 20. April 1958 in Hildesheim. Der VfV Hildesheim setzte sich dabei durch.
|                                          | Ergebnis |                                                |
| ---------------------------------------- | -------- | ---------------------------------------------- |
| VfV Hildesheim (Meister der Staffel Ost) | 2:1      | SV Arminia Hannover (Meister der Staffel West) |

## Qualifikation zur Qualifikationsrunde zur Oberliga Nord
Die beiden Vizemeister ermittelten den dritten niedersächsischen Teilnehmer an der Aufstiegsrunde. Das Spiel fand am 27. April 1958 in Celle statt.
|                                              | Ergebnis |                                         |
| -------------------------------------------- | -------- | --------------------------------------- |
| VfB Oldenburg (Vizemeister der Staffel West) | 1:0      | VfB Peine (Vizemeister der Staffel Ost) |

## Aufstiegsrunde zur Amateuroberliga
Die acht Meister der Amateurligen ermittelten im Ligasystem vier Aufsteiger in die Landesliga. Die beiden Gruppensieger und Gruppenzweiten stiegen auf.

### Gruppe A
| Pl.               | Verein                                             | Sp. | S | U | N | Tore    | Quote | Punkte |
| ----------------- | -------------------------------------------------- | --- | - | - | - | ------- | ----- | ------ |
| 1.                | SSV Delmenhorst (Meister der Amateurliga 2)        | 6   | 3 | 3 | 0 | 010:400 | 2,50  | 09:30  |
| 2.                | TuRa Grönenberg Melle (Meister der Amateurliga 8)  | 6   | 3 | 1 | 2 | 014:120 | 1,17  | 07:50  |
| 3.                | ESV Eintracht Cuxhaven (Meister der Amateurliga 6) | 6   | 1 | 3 | 2 | 010:100 | 1,00  | 05:70  |
| 4.                | Frisia Wilhelmshaven (Meister der Amateurliga 1)   | 6   | 0 | 3 | 3 | 011:190 | 0,58  | 03:90  |
| Stand: Saisonende |                                                    |     |   |   |   |         |       |        |

### Gruppe B
| Pl.               | Verein                                              | Sp. | S | U | N | Tore    | Quote | Punkte |
| ----------------- | --------------------------------------------------- | --- | - | - | - | ------- | ----- | ------ |
| 1.                | Sportfreunde Ricklingen (Meister der Amateurliga 3) | 6   | 4 | 1 | 1 | 023:100 | 2,30  | 09:30  |
| 2.                | Sportfreunde Lebenstedt (Meister der Amateurliga 4) | 6   | 4 | 0 | 2 | 020:100 | 2,00  | 08:40  |
| 3.                | Lüneburger SK (Meister der Amateurliga 7)           | 6   | 3 | 1 | 2 | 016:120 | 1,33  | 07:50  |
| 4.                | VfR Osterode 08 (Meister der Amateurliga 5)         | 6   | 0 | 0 | 6 | 006:330 | 0,18  | 0:12   |
| Stand: Saisonende |                                                     |     |   |   |   |         |       |        |